# Inkommensurabilitet
Inkommensurabilitet är en vetenskapsteoretisk term som avser att något inte kan jämföras med något annat vid mätning, något inte kan mätas, eller något är ojämförbart eller oförenligt med något annat. Motsatsen är kommensurabilitet. Inkommensurabilitet är även en term som ingår i Thomas Kuhns teori om paradigmskiften, ungefär i betydelsen "ojämförbarhet av tankemönster". 
Enligt Kuhn är olika konkurrerande paradigm i en vetenskapsdisciplin inkommensurabla, dels för att de använder sig av olika begrepp vilkas innebörder stipuleras i sina respektive paradigm, varför förståelse mellan paradigmen är omöjlig. Eftersom orden i de olika paradigmen har olika innebörder om de använder samma, och i annat fall de respektive begreppen ändå är olikartade, handlar inte påståenden i olika paradigm om samma saker, enligt Kuhn, och kan därför inte jämföras: påståendens innebörder är låsta i sina respektive paradigm. Dels har olika paradigm olika metoder, och måttstockarna blir därför olika, varför en rättvis bedömning om vem som har rätt blir omöjlig. Var och en i sitt paradigm är låst i sitt tankemönster och dess värderingar.
Teorier, eller paradigm, som till exempel Newtons fysik och Einsteins fysik, är med Kuhns teori inkommensurabla. Orden i dessa teorier kan vara desamma, exempelvis förekommer ordet massa både hos Newton och Einstein, men begreppen skiljer sig åt. Det går alltså inte att inifrån en teori bedöma sanningshalten i en konkurrerande teori.

### Webbkällor
- ”The Incommensurability of Scientific Theories” (på engelska). Stanford Encyclopedia of Philosophy. Arkiverad från originalet den 25 februari 2014. https://www.webcitation.org/6Nf2OirVX?url=http://plato.stanford.edu/entries/incommensurability/. Läst 25 februari 2014.